# Eclipse Orion
Eclipse Orion — проект, в рамках якого фондом Eclipse за сприяння компанії IBM розвивається концепція інтегрованого середовища розробки, що працює в звичайному веббраузері та націленої на створення сайтів і вебзастосунків.  На відміну від інших спроб створення браузерних інструментів розробки, Orion не обмежується роботою в одній вкладці браузера — підтримується повноцінна робота з посиланнями та обмін ними.  Наприклад, можна відкрити файл для редагування в новій вкладці через відкриття посилання.

## Структура
За своєю структурою Orion організований у вигляді набору працюючих на стороні браузера компонентів, які можуть використовуватися як окремо, так і у зв'язку один з одним. 
Клієнтська частина, яка забезпечує процес редагування коду, написана на мові JavaScript, поширюється під свободою ліцензією EPL і може використовуватися як платформа для створення різних веборієнтованих редакторів, приблизно в тому вигляді, як платформа Eclipse виступає в ролі базису багатьох сторонніх проектів.
Серверна частина написана на мові Java і розповсюджується під ліцензіями EPL і BSD.  Вся логіка редагування коду реалізується на стороні клієнта, серверна частина відповідає лише за виконання низькорівневих операцій, таких як обробка файлів і поділ привілеїв між користувачами. 
Orion легко інтегрується зі сторонніми проектами і може використовуватися як редактор коду, вбудований у різні вебзастосунки та продукти.  Наприклад, на базі Orion побудовані вбудований в Firefox JavaScript-редактор Scratchpad і створюваний компанією VMware редактор коду Scripted.  Крім того, Orion може бути запущений на машині розробника в вигляді відокремленого середовища розробки або викликаний у вигляді вебсервісу.  Зокрема, один з таких сервісів orionhub.org підтримується спільнотою Eclipse і при створення облікового запису забезпечує можливість прив'язки вже існуючого облікового запису в Mozilla Persona або службах Google. 
На час виходу першої стабільної версії підтримувалися редагування JavaScript, Java, CSS і HTML.  Підтримка інших мов, додаткових функцій, команд редагування, типів сховищ даних та розширень інтерфейсу користувача забезпечується через підключення зовнішніх плагінів.  Наприклад, доступні плагіни для керування версіями з використанням Git, доступу до файлів через WebDAV, підтримки нових елементів HTML5, роботи з Node.js, автоматичного форматування JavaScript-коду з використанням JSBeautifier, режиму підсвічування синтаксису CodeMirror тощо.  При цьому плагіни не залежать від серверної інфраструктури та можуть завантажуватися з зовнішніх сайтів.

## Виноски
1. ↑  Релиз интегрированной среды разработки Eclipse Orion 1.0, работающей в браузере [Архівовано 5 листопада 2012 у Wayback Machine.] // opennet.ru 01.11.2012